# هوگو جانستون-برت
مایکل بی.جردن (به انگلیسی: Hugo Johnstone-Burt) (زاده ۱۹۸۷) بازیگر استرالیایی است.
از فیلم‌های معروف او می‌توان به بازی در فیلم سن آندریاس اشاره کرد.